# هین
پارک هه وون (کره‌ای: 박혜원; زادهٔ ۱۵ ژانویه ۱۹۹۸) همچنین با نام هنری هین (کره‌ای: 흰; انگلیسی: Hynn) شناخته می‌شود، خواننده و ترانه‌پرداز اهل کره جنوبی است. او در برنامه سوپراستار کی ۲۰۱۶ به جایگاه سوم دست یافت. در ۲۸ دسامبر ۲۰۱۸، او با انتشار تک‌آهنگ «Let Me Out» به صورت رسمی فعالیتش را آغاز کرد.